# DHL Ecuador
DHL Ecuador (TransAm) Ltda. fue una aerolínea de carga con sede en Guayaquil, Ecuador. Su base principal era el Aeropuerto Internacional José Joaquín de Olmedo. 

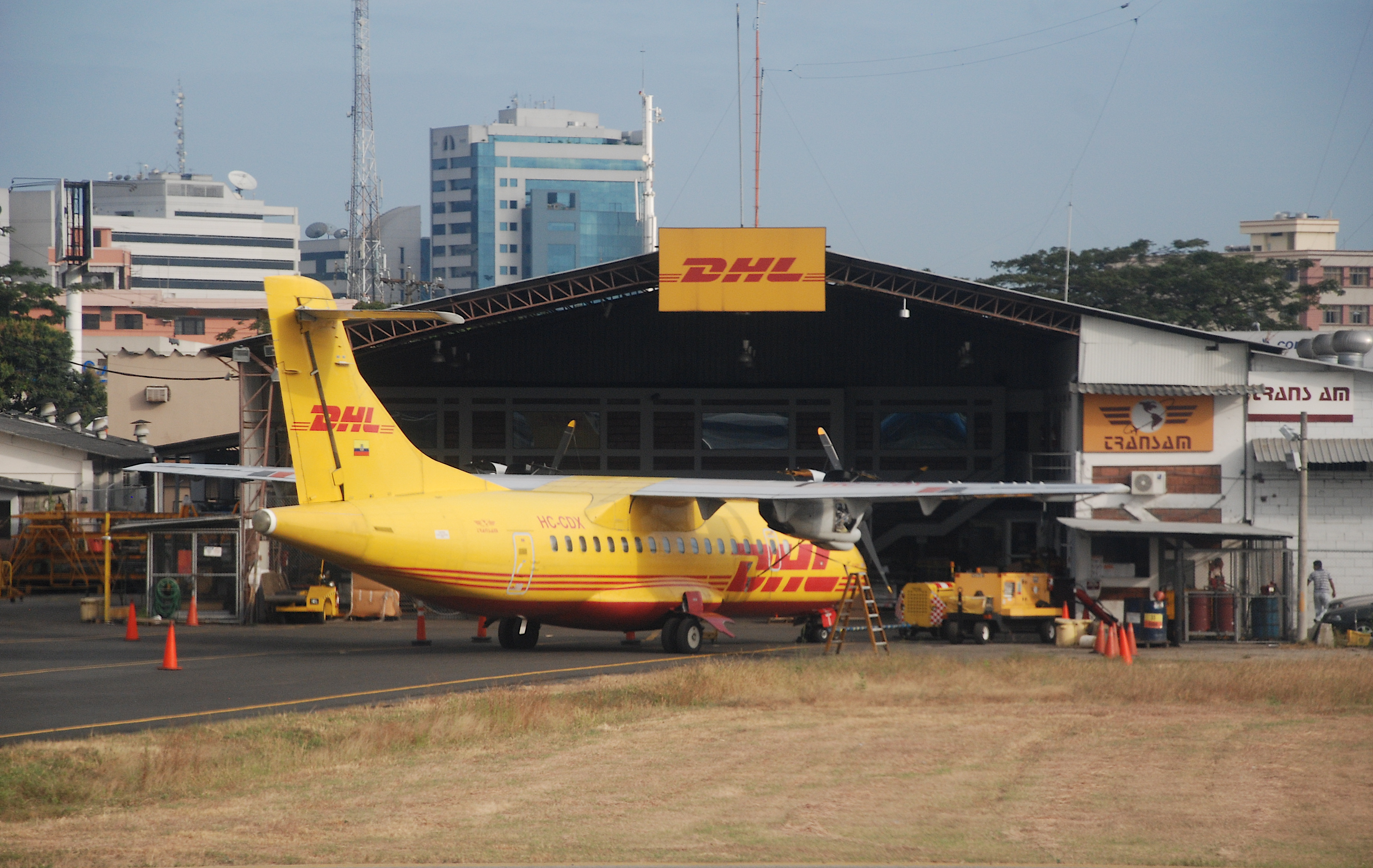
ATR 42-300F de DHL Ecuador en su hangar del Aeropuerto Internacional José Joaquín de Olmedo (2008)

La línea aérea fue establecida y comenzó operaciones en 1991 como Trans Am Aero Express del Ecuador. Más tarde fue adquirida por Deutsche Post y proporcionaba servicios para la red del grupo de logística de DHL con la marca en Ecuador.   
El 14 de julio de 2025 la aerolínea comunicó de forma abrupta a sus sesenta trabajadores que ese mismo día la empresa cesaría sus operaciones.

## Flota histórica
| Aeronaves           | Número | Introducido | Retirado | Matrículas      |
| ------------------- | ------ | ----------- | -------- | --------------- |
| ATR 42-320F         | 1      | 2003        | 2025     | HC-CDX          |
| Dassault Falcon 20  | 2      | 1996        | 2003     | HC-BUP y HC-BSS |
| Fairchild Metro III | 1      | 1991        | 1994     | HC-BQR          |

## Antiguos destinos
DHL Ecuador operaba vuelos de carga seis veces por semana entre los siguientes dos destinos:
| País    | Destino          | Aeropuerto                                            |
| ------- | ---------------- | ----------------------------------------------------- |
| Ecuador | Guayaquil        | Aeropuerto Internacional José Joaquín de Olmedo (HUB) |
| Panamá  | Ciudad de Panamá | Aeropuerto Internacional de Tocumen                   |